# Edmilson Amador Caetano
Dom Edmilson Amador Caetano OCist (São Paulo, 20 de abril de 1960) é monge cisterciense e bispo católico brasileiro. Foi o quinto bispo de Barretos e é o bispo diocesano de Guarulhos.

## Estudos e Presbiterado
Dom Edmilson nasceu em 20 de abril de 1960, na cidade de São Paulo (SP). Filho de Pedro Amador Caetano e Maria Eliza de Camargo Caetano, ingressou no noviciado da Ordem de Císter em 2 de fevereiro de 1978, no Mosteiro de Nossa Senhora de São Bernardo, em São José do Rio Pardo (SP).
Em 15 de fevereiro de 1979, fez a profissão de fé temporária também no Mosteiro de Nossa Senhora de São Bernardo.
Entre 1979 e 1981, Dom Edmilson fez o curso de Filosofia, no Instituto Superior de Filosofia, do Mosteiro de São Bento (São Paulo). Entre 1982 e 1985, o curso de Teologia, primeiro no Instituto Teológico Pio XI (São Paulo / SP) e depois na Escola Teológica da Congregação Beneditina do Brasil, no Mosteiro de São Bento (Rio de Janeiro). Entre 1987 e 1989, fez Especialização em Teologia Monástica, no Pontifício Ateneu Santo Anselmo, em Roma, Itália.
Em 25 de novembro de 1982 fez a profissão solene e em 15 de agosto de 1983 recebeu os ministérios de acólito e leitor.
Em 12 de dezembro de 1984, foi ordenado Diácono, por Dom Joel Ivo Catapan, SVD, na Paróquia Nossa Senhora das Graças (Vila Nova Cachoeirinha), São Paulo/SP. Em 12 de dezembro de 1985, foi ordenado sacerdote, por Dom Tomás Vaquero, Bispo Diocesano de São João da Boa Vista, no Mosteiro de Nossa Senhora de São Bernardo.

## Atividades do Presbiterado
Dom Edmilson ocupou inúmeros cargos na Diocese de São João da Boa Vista, entre os quais :
- 1985-1987; 1989-1990; 1992-1997: Vigário Paroquial da Paróquia São Roque – São José do Rio Pardo/-SP
- 1990-1992: Pároco da Paróquia Cristo Redentor: São José do Rio Pardo/SP
- 1997-2001: Pároco da Paróquia São Roque – São José do Rio Pardo/SP
- 1991: Presbítero de equipes de Catequistas do Caminho Neocatecumenal na diocese de São João da Boa Vista
- 1986-1987; 1989-1993: Capelão do Hospital S. Vicente – S. J. Rio Pardo/SP
- 1995-2001; 2004-2007: Membro do Conselho de Presbíteros da diocese de S.J.Boa Vista
- 1999: Acompanhamento espiritual aos grupos de reflexão sobre a Econo- mia de Comunhão e Movimento Político pela Unidade, do Movimento dos Focolares, em são José do Rio Pardo.
- 2001: Acompanhamento espiritual das Comunidades da Pastoral Familiar da Paróquia Nossa Senhor das Graças – Vila Nova Cachoeirnha – São Paulo/ SP (residência dependente do Mosteiro São Bernardo)
- 1998-2007: Membro do Colégio de Consultores da Diocese de São João da Boa Vista
- 1989: Professor de História da Filosofia Antiga e Medieval no Instituto de Filosofia “Coração de Maria”, em São João da Boa Vista
- 1992-1998: Professor de Espiritualidade no Curso Propedêutico da diocese de São João da Boa Vista, em Caconde/SP
- 1992-2001: Professor de Patrologia no Instituto de Teologia “Coração de Maria” em São João da Boa Vista
- 1995-1997: Diretor de Estudos filosóficos e teológicos do Seminário Maior Coração de Maria, São João da Boa Vista
- 2004: Professor de Patrologia no Instituto Teológico Santa Clara de Assis, da comunidade Missionária Providência Santíssima, diocese de São João da Boa Vista, Mococa/SP.

## Atividades no Mosteiro de Nossa Senhora de São Bernardo
Dom Edmilson também exerceu inúmeras atividades no Mosteiro de Nossa Senhora de São Bernardo, como :
- 1989-1993: Mestre dos professos temporários;
- 1990-1993; 1995-1996; 2001 : Mestre de noviços;
- 1990-1993; dez/1996-março/1997: Prior do Mosteiro;
- 1995-1996: diretor dos oblatos seculares;
- 1999-2006: Presidente da CIMBRA (Conferência de Intercâmbio Monástico do Brasil)
- 2005: Membro do Conselho do Abade Presidente da Congregação de São Bernardo da Itália, Ordem Cisterciense.

Em 1997, Dom Edmilson foi eleito abade da Abadia de Nossa Senhora de São Bernardo em São José do Rio Pardo,sucedendo Dom Orani João Tempesta, que deixou o múnus abacial para ser Bispo de São José do Rio Preto e, posteriormente, Arcebispo de Belém do Pará e do Rio de Janeiro. Permaneceu como Abade até 2008, quando foi eleito Bispo de Barretos.

## Episcopado
Em 9 de janeiro de 2008, foi nomeado Bispo de Barretos, pelo Papa Bento XVI. Em 28 de março de 2008, foi ordenado Bispo, por Dom Orani João Tempesta, O.Cist., em São José do Rio Pardo. Escolheu como lema episcopal Deus Provedebit (Deus Providenciará).
Em 21 de janeiro de 2014, foi nomeado Bispo de Guarulhos e transferido da Sé de Barretos. Em Guarulhos, tomou posse em 16 de março de 2014, no Ginásio Poliesportivo Paschoal Thomeu, em solene celebração eucarística. Estiveram presentes os cardeais Dom Raymundo Damasceno Assis, Arcebispo de Aparecida e Presidente da CNBB, Dom Odilo Pedro Scherer, Arcebispo de São Paulo e Metropolita da Região, e Dom Orani João Tempesta, Arcebispo de São Sebastião do Rio de Janeiro e companheiro da mesma congregação. Também estavam presentes diversos bispos e padres, e inúmeros fiéis da diocese para acolher seu novo pastor e outros que vieram da sua antiga Diocese de Barretos, além de amigos de outros lugares e familiares que residem em São Paulo. 

## Ordenações Episcopais
Dom Edmilson foi concelebrante na ordenação episcopal de:
Dom Otacílio Ferreira de Lacerda